# 賀陽宮邦憲王
賀陽宮邦憲王（かやのみや くにのりおう、1867年7月2日〈慶応3年6月1日〉 - 1909年〈明治42年〉12月8日）は、日本の皇族。伊勢神宮祭主。神宮皇學館（現・皇學館大学）総裁。久邇宮朝彦親王の第2王子で明仁上皇の大伯父にあたる。賀陽宮初代当主。

## 生涯
久邇宮朝彦親王の第2王子で、母は家女房泉亭静枝。幼名を巌麿王また巌宮とも。
1874年（明治7年）3月15日、名を巌麿王とするが、1886年（明治19年）7月21日に邦憲と改名する。王は第二王子であるが、兄王は生後間も無く薨去している為実質長男であり、久邇宮の継嗣であったが生来病身の為、弟の邦彦王に家督を譲った。
1891年（明治24年）父の朝彦親王が薨去。これを受けて邦彦王は久邇宮を継承、邦憲王は結婚を控え京都に一家を構えるにあたり新たな宮家設立を明治天皇に請願し勅許を得、1892年（明治25年）11月26日、従一位侯爵醍醐忠順の長女醍醐好子（後陽成天皇男系8世孫）と結婚する。同年12月17日、賀陽宮の称号を賜わる。賀陽宮の名は、朝彦親王邸の榧の木に由来する。また、江戸期に親王号を一時剥奪されるまで、父の朝彦親王が称していた宮号でもある。好子妃との間に1男2女を儲けた。
1895年（明治28年）、神宮祭主に就任。1900年（明治33年）5月9日に賀陽宮家が諸王家の一つに列せられた（これは、先の25年の時点で称号としての賀陽宮ではあったが王家には非ず、久邇宮家の一員であった事を意味する）。1890年（明治23年）2月、貴族院皇族議員に就任。1903年（明治36年）大勲位菊花大綬章を受章。
1909年（明治42年）春ごろより慢性腸疾患のために体調が悪化、9月頃からは排便が困難となる等、直腸癌の症状が顕著となる。以降衰弱し、12月2日以降さらに病状が悪化し、12月8日午後3時、42歳で薨去した。
12月15日、京都市下京区（当時）の泉涌寺にて、葬儀が執り行われた。

## 栄典
- 1893年（明治26年）11月3日 - 勲一等旭日桐花大綬章[7]
- 1903年（明治36年）11月3日 - 大勲位菊花大綬章[8]

## 血縁
- 父：久邇宮朝彦親王
- 母：泉亭静枝子
- 兄弟：男子 - 邦憲王 - 邦彦王 - 守正王 - 多嘉王 - 暢王 - 男子 - 鳩彦王 - 稔彦王
- 子：
  - 第1王女：由紀子女王（1895年 - 1946年） - 1915年（大正14年）4月30日華族町尻量基に降嫁。
  - 第1王子：恒憲王（1900年 - 1978年）
  - 第2王女：佐紀子女王（1903年 - 1923年） - 1922年（大正11年）7月19日に山階宮武彦王と結婚。翌年関東大震災で薨去。